# Diogo Figueiras
Diogo José Rosário Gomes Figueiras (Castanheira do Ribatejo, 1 de julho de 1991) é um futebolista profissional português que atua como defensor.

## Carreira
Diogo Figueiras começou a carreira no Pinhalnovense.

## Títulos
Olympiakos
- Superliga Grega: 2016-2017